# Архирейское
Архирейское (Архиерейское) — озеро в Лаишевском районе Татарстана.

## География
Озеро Архирейское — бессточный водоём карстового происхождения. Расположено у села Тарлаши в Лаишевском районе Татарстана. Водоём имеет вытянутую форму. Длина озера 2137 м, максимальная ширина 494 м. Площадь зеркала 61,4 гектар. Средняя глубина достигает 6 м, максимальная глубина — 18 м.

## Гидрология
Объём озера 4 млн м³. Питание смешанное, подземное и грунтовое. Вода зеленовато-жёлтого цвета, без запаха, жёсткостью менее 1 ммоль/л, минерализацией 52 мг/л, прозрачность 100 см. Химический тип воды гидрокарбонатно-кальциевый.

## Хозяйственное использование
- Водоём является важным источником природного водоснабжения, также используется для отдыха, рыбной ловли.
- Постановлением Совета Министров Татарской АССР от 10 января 1978 г. № 25 и постановлением Кабинета Министров Республики Татарстан от 29 декабря 2005 г. № 644 признана памятником природы регионального значения